# Giles Radice, Baron Radice

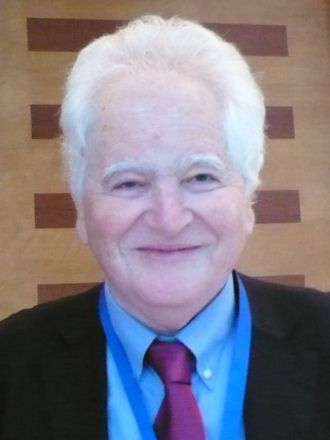
Giles Radice, Baron Radice (2009)

Giles Heneage Radice, Baron Radice, PC (* 4. Oktober 1936; † 25. August 2022) war ein britischer Gewerkschaftsfunktionär und Politiker der Labour Party, der 28 Jahre lang Abgeordneter des House of Commons und ab 2001 als Life Peer Mitglied des House of Lords war.

## Leben

### Unterhausabgeordneter und Oppositionspolitiker
Radice absolvierte nach dem Besuch des Winchester College ein Studium am Magdalen College der University of Oxford und war danach als Gewerkschaftsfunktionär tätig und zuletzt Leiter der Forschungsabteilung der Gewerkschaft National Union of General and Municipal Workers (GMWU). Bei den Unterhauswahlen am 15. Oktober 1964 sowie am 31. März 1966 kandidierte er für die Labour Party zwei Mal erfolglos im Wahlkreis Chippenham für ein Abgeordnetenmandat im Unterhaus.
Bei einer Nachwahl wurde Radice am 1. März 1973 im Wahlkreis Chester-le-Street erstmals zum Abgeordneten in das Unterhaus gewählt und vertrat diesen Wahlkreis bis zu den Unterhauswahlen am 9. Juni 1983, ehe er anschließend bis zu den Wahlen am 7. Juni 2001 den Wahlkreis Durham North im House of Commons vertrat. Während seiner langjährigen Parlamentszugehörigkeit war Radice, der von 1978 bis 1982 Mitglied des Beirates der Denkfabrik Policy Studies Institute war, zwischen 1978 und 1979 Parlamentarischer Privatsekretär der damaligen Ministerin für Bildung und Wissenschaft, Shirley Williams, und danach von 1980 bis 1983 auch Vorsitzender der parteiinternen Gruppe für Manifeste der Labour Party.
Nachdem er 1981 kurzzeitig Sprecher der oppositionellen Labour-Fraktion für Auswärtiges war, fungierte er zwischen 1981 und 1983 als Oppositionssprecher für Beschäftigung. 1983 wurde er in das Schattenkabinett seiner Partei berufen und bekleidete in diesem bis 1987 die Funktion des „Schattenministers“ für Bildung.
Danach war er zwischen 1995 und 2001 Vorsitzender der Europäischen Bewegung und seit 1997 Vorsitzender der Britischen Vereinigung für Mittel- und Osteuropa. Zugleich war er von 1996 bis 1997 zunächst Vorsitzender des Unterhausausschusses für den öffentlichen Dienst sowie im Anschluss von 1997 bis 2001 Vorsitzender des Unterhausausschusses für den Schatz (Treasury). 1999 wurde er ferner auch Privy Councillor.

### Oberhausmitglied
Durch ein Letters Patent vom 16. Juli 2001 wurde Radice nach seinem Ausscheiden aus dem House of Commons als Life Peer mit dem Titel Baron Radice, of Chester-le-Street in the County of Durham, in den britischen Adelsstand erhoben. Kurz darauf erfolgte am 23. Oktober 2001 seine Einführung (Introduction) als Mitglied des House of Lords. Im Oberhaus gehörte er zur Fraktion der Labour Party.
In der Folgezeit war er von 2002 bis 2006 Vorsitzender des Unterausschusses des House of Lords für Europäische Wirtschaft sowie zeitweilig auch Mitglied des Unterausschusses für Europäische Außenpolitik. Des Weiteren engagierte sich Lord Radice von 2002 bis 2007 als Vorsitzender des Französisch-Britischen Rates und war zudem ab 2007 Vorsitzender der sozialdemokratischen Denkfabrik Policy Network.

## Veröffentlichungen
- Labour’s Path to Power: The New Revisionism. Palgrave Macmillan, 1989, ISBN 0-333-48072-4.
- Southern Discomfort. Fabian Society, 1992, ISBN 0-7163-0555-0.
- Offshore: Britain and the European Idea. I.B.Tauris, 1992, ISBN 1-85043-362-3.
- The New Germans. Michael Joseph, 1995, ISBN 0-7181-3780-9.
- Friends and Rivals: Crosland, Jenkins and Healey. 2002, Little Brown, ISBN 0-316-85547-2.
- Friends and Rivals. Octagon Press, 2003, ISBN 0-349-11734-9.
- Diaries 1980-2001: The Political Diaries of Giles Radice. Orion, 2004, ISBN 0-349-11734-9.
- The Tortoise and the Hares: Attlee, Bevin, Cripps, Dalton, Morrison. Politicos Publishing, 2008, ISBN 978-1-84275-223-4.
- Trio: Inside the Blair, Brown, Mandelson Project. I.B.Tauris, 2010, ISBN 978-1-84885-445-1.
- mit Patrick Diamond: Southern Discomfort Again. Policy Network, 2010.
- mit Patrick Diamond: Southern Discomfort Again: One Year On. Policy Network, 2011.